# Selle (vélo)
 (février 2015).
- Si vous ne connaissez pas le sujet, laissez ce bandeau (vous pouvez alors contacter les auteurs).
- Si vous supprimez le contenu mis en cause (vous pouvez préalablement contacter les auteurs),

argumentez précisément cette suppression dans la page de discussion
(un manque de référence n'est pas un argument ; une recherche réelle de référence doit avoir été effectuée, être formellement documentée).
Pour les articles homonymes, voir Selle.

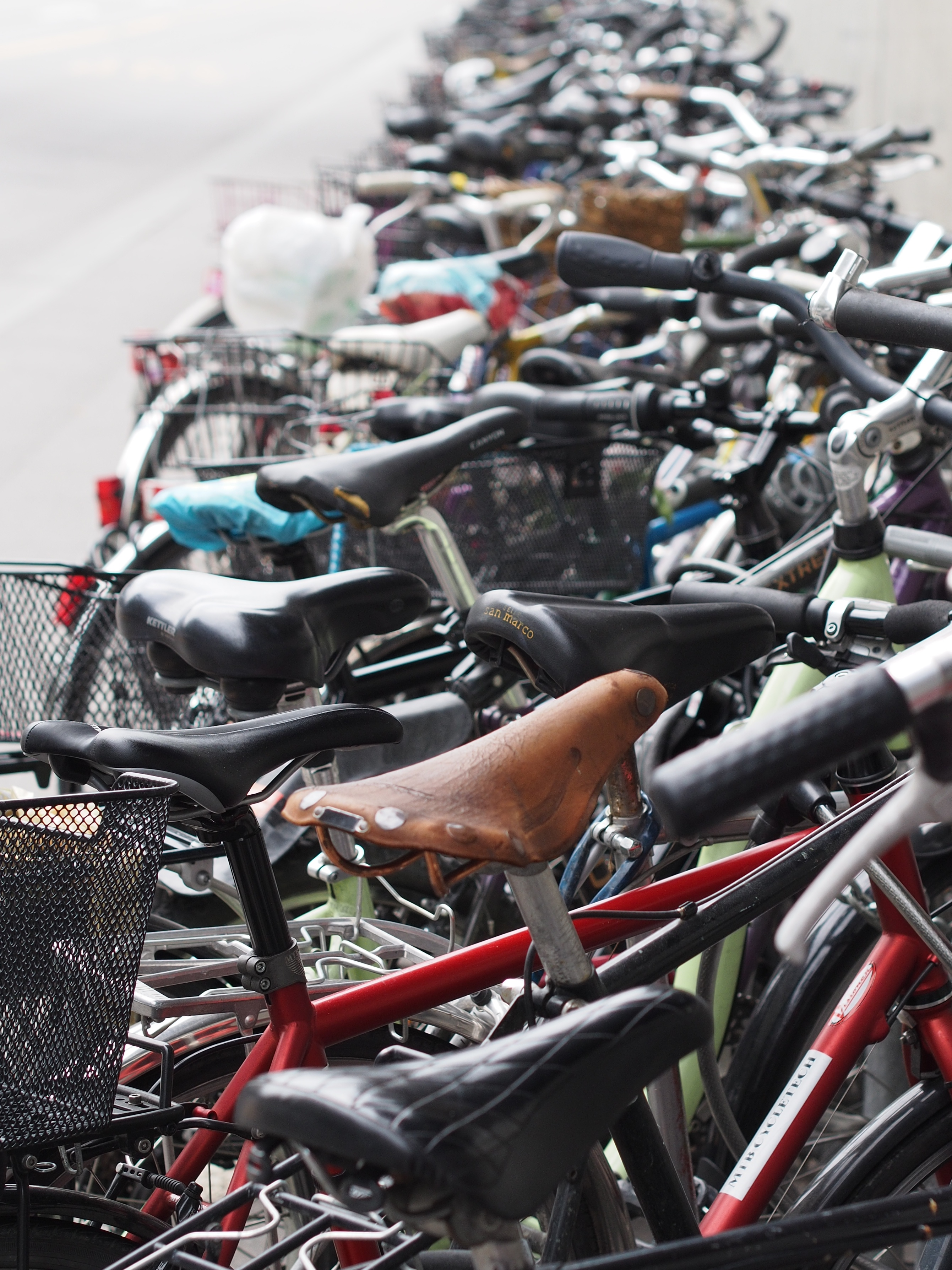
Il existe une grande variété de selles

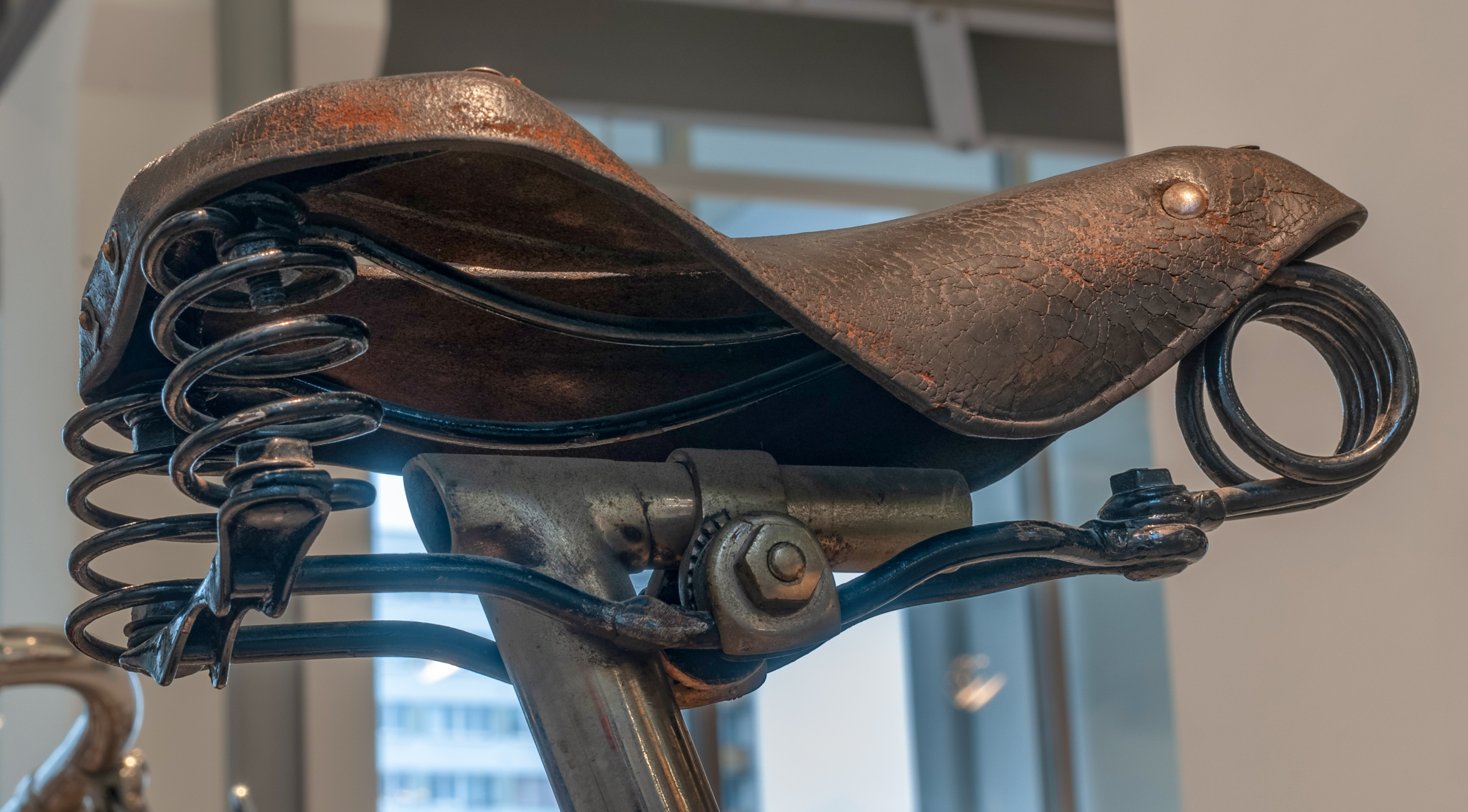
Laurin&Klement (1890)

La selle de bicyclette est la pièce sur laquelle le cycliste s'assoit.

## Réglages
Il arrive souvent que le confort de la selle de vélo ne dépende que de quelques ajustements. Les voici ci-dessous

### Hauteur
En règle générale, on ajuste la selle de manière à avoir la jambe allongée sans être tout à fait droite lorsque la pédale se trouve en position basse. Si dans cette position la personne doit se balancer d'un côté et de l'autre pour pédaler, c'est que la selle est trop haute. Toutefois, les adeptes de descente à vélo ont tendance à placer leur selle très bas car ils sont quasiment debout tout le long de l'effort et la selle ne doit en aucun cas gêner l'amplitude des mouvements du pilote . Pour la descente, l'efficacité du mouvement de pédalage est secondaire car la gravité prend vite le dessus. Pour les coureurs (piste, ou route) on privilégiera plutôt le confort et l'efficacité car ces derniers doivent parcourir de très longues distances.

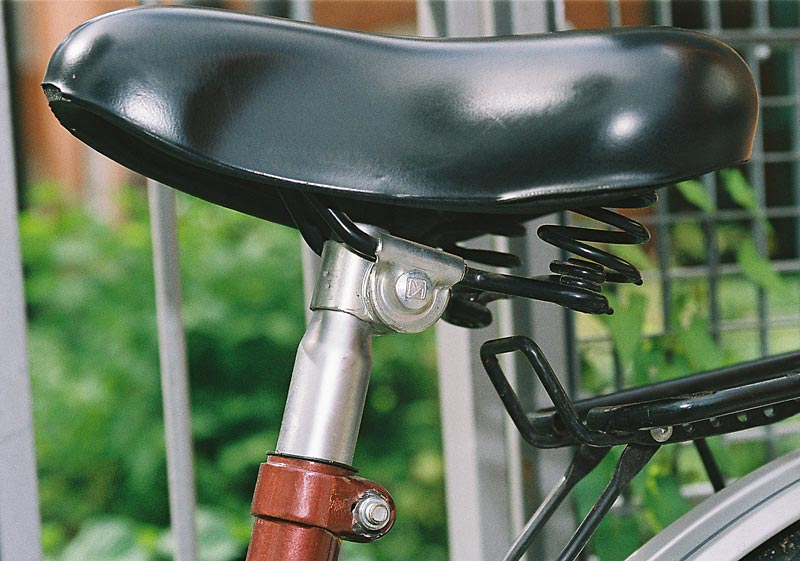
Selle de vélo.

En théorie la hauteur de selle se calcule ainsi : entrejambe fois 0,883 ou 0,885 en fonction de la discipline : VTT ou route, mais en pratique il convient, lorsque l'on pédale de pouvoir déployer parfaitement sa jambe quand la pédale est au plus bas. La cheville doit former un angle légèrement supérieur à 90°. Si l'on a des douleurs aux cuisses quand on pédale, la selle est trop basse ; si l'on a mal aux hanches, genoux, chevilles, la selle est trop haute.
Un bon moyen de régler la hauteur de selle est de se positionner sur le vélo et de pédaler à l'envers avec les talons : le rétropédalage doit pouvoir être effectué en conservant toujours le talon en contact avec la pédale, et sans déhanchement excessif.

### Angle Droit
Une fois la bonne hauteur trouvée, il faut procéder au réglage de l'angle.
La plupart des cyclistes aiment avoir leur selle aussi droite que possible. Toutefois, certains cyclistes lui donnent un léger angle vers le haut pour y mettre ainsi plus de poids alors que d'autres préfèrent un angle vers le bas. C'est essentiellement une question de goût. Par ailleurs cette inclinaison doit rester légère.
Le recul de la selle se règle de la façon suivante : on monte sur le vélo, on chausse ses pédales et on place l'une des manivelles à l'horizontale vers l'avant. Une fois dans cette position, l'axe de pédale doit être aligné avec le devant du genou. Ce réglage n'influe pas énormément sur le pédalage ou le confort mais il convient néanmoins de l'effectuer.

### Position longitudinale
Il est généralement préférable de garder la selle bien au centre de sa tige. Si vous l'avancez ou la reculez trop, vous modifierez la géométrie de votre vélo et la position de votre corps. Il arrive parfois de compenser la longueur du cadre en reculant la selle, cela évite parfois à changer de cadre. Mais ces réglages restent minimes.

## Design de selles, ergonomie et santé sexuelle
Pour l'homme comme pour la femme, certaines selles sont inconfortables voire sources de traumatisme chronique pour le plancher pelvien, pouvant se traduire par des douleurs chroniques et divers problèmes pathologiques (dont trouble de l'érection chez l'homme). Diverses études ont apporté des données sur la prévalence, la physiopathologie et les stratégies de prévention de la dysfonction sexuelle induite par la pratique courante ou intensive du cyclisme.
Divers symptômes sont connus, dont l'engourdissement périnéal (qui touche 22 à 91 % des cyclistes) et la dysfonction érectile (1,8 à 50 % des hommes), probablement à la suite de la compression périnéale du nerf pudendal dans le canal d'Alcock par la selle et à la suite d'autres microtraumatismes chroniquement répétés. Le cycle de l'axe hypothalamo-hypophyso-gonadique pourrait aussi être affecté (via des changements de signalisation de la testostérone susceptibles d'induire indirectement un dysfonctionnement sexuel). 
Des preuves existent que la position du cycliste sur le vélo, et son type de selle de vélo influent sur l'intensité de la « compression pudendale » (et donc sur le dysfonctionnement sexuel induit).

### Chez la femme
Les femmes faisant de la compétition cycliste se plaignent souvent de douleurs génitales, d'engourdissements ou d'œdème apparaissant au niveau des structures du plancher pelvien. 
Il est démontré que la pression de la selle sur le périnée « peut altérer l'excitation et l'érection clitoridienne », contribuant probablement à la douleur génitale et à l'engourdissement ressentis par les cyclistes féminines et parfois à la dysfonction sexuelle féminine (DSF, ou FSD pour female sexual dysfunction, évaluée par un score FSFI qui est un indice de la fonction sexuelle féminine), sans lien direct avec la fréquence et la durée de la pratique du vélo. 
Dans une étude publiée en 2016 : sur 114 femmes membre de club cyclistes aux Pays-Bas, après au moins 2 heures de vélo et 48h au maximum, une dysurie, une strangurie, un engourdissement génital et une gêne vulvaire étaient ressentis chez respectivement 8,8 %, 22,2 %, 34,9 % et 40,0 %  ; les selle trop larges étaient dans cette étude significativement associée à la dysurie et strangurie. L'âge augmentait le risque d'inconfort vulvaire. 50,9 % de ces pratiquantes du vélo ont déclaré au moins un traumatisme urogénital et 40% une dyspareunie d'insertion (perdurant jusqu'à 48 heures après l'effort) et 35,1 % des cyclistes ont déclaré avoir eu au moins un œdème vulvaire uni- ou bilatéral. 18,4 % de ces femmes cyclistes ont associé la pratique du vélo à des sensations sexuelles dégradées, 12,8 % atteignant plus difficilement l'orgasme.

Une étude (2018) trouve que comparativement aux non-cyclistes, les cyclistes à faible et à haute intensité étaient plus susceptibles de déclarer une infection urinaire antérieure, un engourdissement génital et des plaies dues à la selle. Cependant, par rapport aux non-cyclistes (coureuses et nageuses dans cette étude), les cyclistes à haute intensité avaient moins de risques de dysfonction sexuelle autodéclarée.

Dans une autre étude (2019), 58,1 % de 178 femmes cyclistes interrogées ont signalé un engourdissement génital ; 69,1 % ont signalé des douleurs génitales ; et 53,9 % de ont dit souffrir de DSF. Après ajustement en fonction de l'âge, de l'indice de masse corporelle, du statut relationnel, des antécédents de tabagisme, des comorbidités et du temps moyen passé à faire du vélo par semaine, il apparait que celles qui éprouvent des douleurs génitales dès la première heure de leur trajet sont plus susceptibles de déclarer une DSE ; et l'analyse des domaines FSFI a révélé que « la fréquence de l'engourdissement était corrélée à une diminution de l'excitation, de l'orgasme et de la satisfaction pendant les rapports sexuels, tandis que la fréquence de la douleur réduisait considérablement l'excitation, l'orgasme et la lubrification génitale ».
De nouveaux design de selles ont été proposés pour mieux protéger les organes géniaux externes et le plancher pelvien, et notamment la fonction des nerfs et vaisseaux irriguant les organes génitaux. Des scientifiques ont observé leurs effets en se basant sur des analyses des seuils vibratoires génitaux évalués par un appareil dédié (ex : Medoc Vibratory Sensation Analyzer 3000, et sur des mesures cartographiées des pressions exercées par la selle sur le plancher pelvien. Concernant ces mesures de pression (totales, moyennes ou maximales), une étude n'a pas trouvé de différence statistiquement significative concernant les effets du design de la selle sur la fonction sensorielle du nerf pudendal, mais elles montrent que les selles découpées et plus étroites affectent négativement les pressions de selle chez les cyclistes féminines.

### Chez l'homme
Certaines pathologies spécifiques du pénis, associées à une Dysfonction érectile, des paresthésies urogénitales et à des dysfonctionnements sexuels, sont dues à une pratique intense du cyclisme (plusieurs heures par jour) sur certains types de selles (typiquement : les selles de sport/course traditionnelle, qui doublent la pression sur la région périnéale par rapport aux selles sans nez saillant),,. 
Les selles posant problèmes sont celles qui sont allongées et qui se terminent en un nez étroit, lequel exerce une pression trop importante et trop localisée sur le périnée (sous la base profonde du pénis). 
Des preuves scientifiques claires existent d'une association entre le cyclisme et la dysfonction sexuelle masculine. À la suite des études ayant apporté ces preuves, divers designs nouveaux de selles ont été mis au point, visant à réduire la pression sur le périnée du cycliste, en supprimant le nez étroit et saillant de la selle. 
Des études ont d'abord suggéré qu'avec une selle sans nez, le poids du cycliste sur le guidon et les pédales changeait, au détriment de la force transmise au vélo. Ceci n'a pas été confirmé par une étude ayant utilisé des capteurs pression disposés sur la selle, les pédales et le guidon (sur des vélos utilisés par des policiers patrouillant en vélo). Des mesures de pression de la selle sur le périnée ont montré une nette amélioration (réduction de 66 % de la pression de contact de la selle dans la région périnéale) avec les selles "sans nez". Les mesures d'engourdissement urogénital, de seuil de sensibilité du pénis aux stimuli vibrotactils (biothésiométrie), et de la fonction érectile (faites conformément aux recommandations du questionnaire de l'International Index of Erectile Function (IIEF) et des mesures faites au Rigiscan (ordinateur et système portables enregistrant trois paramètres des érections nocturnes : temporalité, rigidité, tumescence) ont également montré qu'après 6 mois d'utilisation la selle "sans nez" est préférée par une très large majorité de ses utilisateurs, et a amélioré les paramètres de santé (sauf la rigidité pénienne lors de l'érection, mesurée par le Rigiscan, « ce qui suggère qu'un temps de récupération plus long peut être nécessaire »).